# Namensvergabe für Winterstürme in Irland und im Vereinigten Königreich

Abigail am 12. November 2015 1155Z

Die Namensvergabe für Winterstürme in Irland und im Vereinigten Königreich wurde durch das britische Met Office und ihr irisches Gegenstück Met Éireann gemeinsam eingeführt. Die Entscheidung zur Einführung eines Schemas zur Namensvergabe erfolgte in der Folge des St Jude’s Day Storm – im deutschen Sprachraum als Orkan Christian bekannt –, der am 27. und 28. Oktober 2013 über Europa hinwegzog und 17 Personen tötete sowie den Winterstürmen 2013/2014, um durch die Vorgabe einheitlicher Namen Konfusion in den Medien und der Öffentlichkeit zu verhindern, da diese teilweise unterschiedliche Bezeichnung für die jeweils selben Stürme verwenden.
Der erste Sturm nach dem neuen System erhielt am 10. November 2015 den Namen Abigail.

## Gründe
Voraussetzungen für die Entscheidung waren den beteiligten Wetterdiensten nach folgende:
- Steigerung des Bewusstseins für die Gefahr, die von Stürmen ausgeht
- Erhöhung der Sicherheit für die Öffentlichkeit
- Vermeidung von Konfusion, falls das außertropische Nachfolgesystem eines Hurrikans Europa erreicht
- Beteiligung der Öffentlichkeit
- Zusammenarbeit über die Grenzen hinweg

Die Namen sollen vergeben werden für großräumige zyklonische Stürme mit Potential für signifikante Auswirkungen an Land. Das kann dazu führen, dass Systeme einen Namen erhalten, deren Intensität unter der traditionellen Definition eines Sturms nach der Beaufortskala liegt.

## Namensvergabe
Ein Sturm wird benannt, wenn anzunehmen ist, dass er im weiteren Verlauf eine „erhebliche“ Auswirkung auf Irland oder das Vereinigte Königreich haben wird. Met Éireann gibt jedem Sturm einen Namen, der Wetterwarnung mit dem Status orange oder rot auslöst, wobei der Fokus auf der Windstärke liegt, wobei 2016/2017 auch Regenmenge und Schneefallmenge in Betracht gezogen werden. Die Grundlage für solche Windwarnungen sind Mittelwinde von mehr als 65 km/h oder Windböen von mehr als 110 km/h. In ähnlicher Weise gibt das Met Office solchen Stürmen einen Namen, die das Potential haben, mittelstarke („amber“) oder starke („rote“) Auswirkungen auf das Vereinigte Königreich zu haben, wobei weniger die Windstärke als tatsächliche Auswirkungen wie umstürzende Bäume, herunterfallende Dachziegel und vom Wind herumgeblasene Gegenstände (z. B. Gartenmöbel) ein Kriterium sind.
Für Stürme mit einem Namen werden Wetterwarnungen mit dem Status „Amber“ oder „Red“ ausgegeben.
Falls frühere Tropenstürme oder Hurrikane sich den Britischen Inseln annähern, werden die vom National Hurricane Center in Miami vergebenen Namen weiterverwendet.
Die weniger häufig vorkommenden Anfangsbuchstaben Q, U, X, Y und Z werden nicht verwendet.
Im September 2015 befragten die beiden Wetterdienste die Öffentlichkeit im Rahmen der Kampagne Name our storms und wählten dann den ersten Satz von Namen aus.
Mit der Saison 2019/2020 beteiligt sich das niederländische KNMI an der Kooperation von Met Office und Met Éireann, und deshalb werden seitdem auch niederländische Namen zugekannt.

## Irische/britische Sturmnamen
| 2015–2016 | 2016–2017 | 2017–2018 | 2018–2019 | 2019–2020 | 2020–2021 | 2021–2022 |
| --- | --- | --- | --- | --- | --- | --- |
| - Abigail - Barney - Clodagh - Desmond - Eva - Frank - Gertrude - Henry - Imogen - Jake - Katie - Lawrence - Mary - Nigel - Orla - Phil - Rhonda - Steve - Tegan - Vernon - Wendy | - Angus - Barbara - Conor - Doris - Ewan - Fleur - Gabriel - Holly - Ivor - Jacqui - Kamil - Louise - Malcolm - Natalie - Oisín - Penelope - Robert - Susan - Thomas - Valerie - Wilbert | - Aileen - Brian - Caroline - Dylan - Eleanor - Fionn (F-yunn) - Georgina - Hector - Iona - James - Karen - Larry - Maeve - Niall - Octavia - Paul - Rebecca - Simon - Tali - Victor - Winifred | - Ali - Bronagh - Callum - Deirdre - Erik - Freya - Gareth - Hannah - Idris - Jane - Kevin - Lily - Max - Niamh - Oliver - Peggy - Ross - Saoirse - Tristan - Violet - Wyn | - Atiyah - Brendan - Ciara - Dennis - Ellen - Francis - Gerda - Hugh - Iris - Jan - Kitty - Liam - Maura - Noah - Olivia - Piet - Róisín - Samir - Tara - Vince - Willow | - Aiden - Bella - Christoph - Darcy - Evert - Fleur - Gavin - Heulwen - Iain - Julia - Klaas - Lilah - Minne - Naia - Oscar - Pheobe - Ravi - Saidbhín - Tobias - Veronica - Wilson | - Arwen - Barra - Corrie - Dudley - Eunice - Franklin - Gladys - Herman - Imani - Jack - Kim - Logan - Méabh - Nasim - Olwen - Pól - Ruby - Seán - Tineke - Vergil - Willemien |

kursiv: Name unbenutzt (bis 2022)